# Московский детский эколого-биологический центр
Московский детский эколого-биологический центр (ГБОУ МДЭБЦ) — государственное бюджетное образовательное учреждение дополнительного образования детей города Москвы, работавшая в области развития и координации дополнительного естественнонаучного образования в городе Москве. 28 октября 2014 года прекратил своё существование и был преобразован в Московский детско-юношеский центр экологии, краеведения и туризма (МДЮЦ ЭКТ). Главное здание располагалось по адресу: улица Одесская, д. 12А, г. Москва (Юго-Западный административный округ).

## История
Организация работала с 1960-х годов, с 1982 года была воссоздана как Московская станция юных натуралистов (МосГорСЮН). В 2008 году переименована в Московский детский эколого-биологический центр.
Учреждение основано как Московская городская станция юных натуралистов в северном округе Москвы, на улице Юннатов, где позднее располагалось его второе здание, в котором проводились учебные занятия, были расположены оранжерея, «живой уголок» и учебно-опытный участок.
Директором (с момента основания в 1982 году по 2012 год) и многолетним идейным вдохновителем Московской городской станции юных натуралистов и её правопреемника МДЭБЦ был Валерий Алексеевич Маслов, почетный работник образования города Москвы.
С 2012 года директором МДЭБЦ стал Дмитрий Владимирович Моргун, кандидат биологических и философских наук, дважды лауреат Гранта Москвы в сфере образования, дважды лауреат премии Правительства Москвы в области охраны окружающей среды. Д. В. Моргун представляет систему московского экологического образования в Общественном экологическим совете города Москвы.
В разные годы вклад в развитие образовательной и методической работы МДЭБЦ внесли известные ученые-биологи и педагоги: И. Г. Лебедев, П. Е. Морозов, Е. А. Дунаев, А. В. Пчелкин, А. Н. Гусейнов, Д. В. Моргун, М. В. Чертопруд, А. С. Беэр, Г. И. Фролова, Д. В. Сорокин и многие другие.

Экспедиция на Большой Утриш, 1995 год
Школа Дикой Природы, 1996 год
Орнитологическая школа, 1992 год.
Экспедиция на Большой Утриш, 1996 год
Орнитологическая школа, 1992 год.

## Цели работы
Основными целями работы являлись:
- увеличение охвата обучающихся по дополнительным естественнонаучным программам;
- формирование экологической культуры детей и молодежи;
- профессиональная ориентация обучающихся в области естественных наук.

## Деятельность
МДЭБЦ обеспечивало:
- интеграцию системы дополнительного образования, научно-исследовательских организаций и организаций высшее профессиональное образование в области экологии, биологии, геологии и других естественных наук, являясь площадкой взаимодействия между научными кадрами и школьниками города; занятия проводились по договорам на базах научно-исследовательских институтов Российской академии наук, Московского государственного университета, Московского городского педагогического университета и других организаций высшего профессионального образования;
- координацию экологического и естественнонаучного дополнительного образования в сети опорных образовательных организаций в округах города — как в системе массовых мероприятий, так и в содержании образования;
- реализацию межведомственного взаимодействия системы образования и системы охраны природы города Москвы (организации, подведомственные Департаменту природопользования и охраны окружающей среды города Москвы);
- профессиональную ориентацию старшеклассников в рамках специализированных тьюторских программ, подготовки к эколого-биологическим олимпиадам, программ углубленного изучения естественных наук и экспедиций;
- образовательные программы МДЭБЦ фактически компенсировали отсутствие непрерывного экологического образования в школе, так как были рассчитаны на формирование естественнонаучной культуры от начальной до старшей школы. Опыт дополнительного образования в МДЭБЦ был широко использован в 2006—2008 годах при разработке регионального экологического компонента в старшей школе Москвы, а в настоящее время — в разработке курса экологии согласно новому стандарту школы (авторы Г. А. Ягодин, М. В. Аргунова, Т. А. Плюснина, Д. В. Моргун). По итогам данной работы в 2008 году опубликовано учебное пособие по экологии, применяемое в московских школах в 10—11 классах.

## Координация региональных этапов всероссийских мероприятий
С 2007 года МДЭБЦ являлся координатором региональных этапов всероссийских мероприятий по дополнительному образованию эколого-биологического профиля в Москве. Так, Центр проводил региональные этапы Всероссийской научной эколого-биологической олимпиады для обучающихся в учреждениях дополнительного образования, Всероссийского конкурса юных исследователей окружающей среды. МДЭБЦ являлся региональным отделением всероссийского детского экологического движения «Зеленая планета» (председатель отделения — Д. В. Моргун).

## Учебный процесс
В МДЭБЦ обучалось 3 000 детей от 6 до 18 лет по программам 5 направленностей, приоритетными из которых являлись естественнонаучная и эколого-биологическая. Наблюдался устойчивый количественный рост контингента и повышение мотивации обучающихся к решению социально значимых экологических проблем, повышение количества участников массовых мероприятий МДЭБЦ с 15 000 до 40 000 в год. Обучающиеся ежегодно показывали высокие результаты на конкурсных мероприятиях: экологическом форуме, всероссийской олимпиаде по экологии, чтениях имени В. И. Вернадского, федеральных этапах всероссийских мероприятий по дополнительному образованию Министерство образования и науки РФ; всероссийских конкурсах цикла «Юность. Наука. Культура» и многих других.
Ежегодно МДЭБЦ организовывалось около 10 учебно-исследовательских и ландшафтно-ознакомительных эколого-биологических, геологических или краевдеческих экспедиций в разных регионах России и СНГ (от тундры Мурманской области до Южного Приморья, астраханских пустынь и субтропиков Крыма). Экспедиции МДЭБЦ охватывали практически всю территорию России от Русского Севера до Кавказа и от побережья Балтийского моря до Дальнего Востока. Кроме того, продолжались экспедиции и на территории бывших республик СССР — Прибалтика, Украина, Молдавия. Таким образом, экспедиции охватывали широкий спектр природных зон, и давали обучающимся знания о разных типах ландшафтов.
Другой важной формой учебно-воспитательной работы МДЭБЦ являлось проведение для школьников и дошкольников тематических лекций и экскурсий в Центре по коллекционным материалам, демонстрационным объектам и музейным экспозициям. Был создан уникальный Музей естественной истории — собрание палеонтологических материалов, Музей природы. Ежемесячно через музейные экспозиции проходили до 400 посетителей, что составляло около 4 000 человек в год.

## Педагогические работники
Образовательный процесс вело около 100 педагогических работников, из которых большая часть является представителями научной среды, имеет ученую степень, ученые звания. При этом около половины коллектива была младше 40 лет.
Научным руководителем МДЭБЦ был академик Геннадий Алексеевич Ягодин, под руководством которого в МДЭБЦ с 2006 года была проведена работа городских экспериментальных и инновационных площадок.

## Массовые городские экологические мероприятия
Ежегодно МДЭБЦ организовывал около 30 массовых городских экологических мероприятий (городских конкурсов, олимпиад для обучающихся в системе дополнительного образования, акций и проектов), а также координировало межведомственный Единый календарь экологических мероприятий для школьников. С 1984 года МДЭБЦ провёл следующие городские мероприятия: Московский экологический форум учащихся, полевую «Зеленая олимпиада» юных экологов и натуралистов, совместно с МГУ — открытую олимпиаду школьников по геологии; популярны были конкурс социально значимых проектов по ресурсосбережению, квест по палеонтологии, международные экологические праздники.

## Научно-методические издания
МДЭБЦ известен трансляцией опыта дополнительного образования в научно-методических изданиях (свыше 70 монографий, учебных пособий, методических разработок). С 2003—2004 учебного года МДЭБЦ стал ведущим методическим центром в области дополнительного экологического образования, организующего городские профильные методические объединения.
Немаловажным фактором развития системы дополнительного экологического образования стало появление и функционирование такой формы педагогического и методического взаимодействия, как городское методическое объединение экологов и биологов, начавшее свою работу в 2003—2004 учебном году.
В рамках редакционно-издательской деятельности методисты МДЭБЦ осуществляли редактирование подготавливаемых к изданию программ, учебных и методических материалов, результатов экспериментальной работы, статей, проспектов, рекламных материалов, оценивали необходимость публикации в соответствии с научно-методическими и социальными целями. За последние 20 лет на МДЭБЦ было издано около 70 методических пособий. Особым интересом в последние годы пользовались некоторые определители-справочники, а также специальные научно-методические сборники (например, ежегодник «Современные методические аспекты экологического образования»).

## Награды
За эффективную организационно-методическую работу, направленную на повышение качества естественнонаучного образования, МДЭБЦ был отмечен Грантом Мэра Москвы в 2013 году, грантами и премиями Правительства Москвы в 2001 и 2009 годах.

## Материальная база
Материальная база МДЭБЦ включала специализированные лаборатории (химическую, цифровую биологическую), естественнонаучные учебно-музейные комплексы, оранжерею, конный комплекс и экспериментальный живой уголок, оборудованные и дидактически обеспеченные для занятий по естественнонаучному профилю учебные помещения, учебно-опытные участки с экологической тропой. 2 здания (главное — в Юго-Западном административном округе города Москвы, обособленное подразделение — в Северном административном округе).

## Некоторые издания
- Материалы XI—XXI Московских городских конференций экспедиционных экологических отрядов учащихся. — М. : МосГорСЮН, 1998—2008.
- Материалы XXII Московской городской конференции экспедиционных экологических отрядов учащихся. 2008 / Под ред. Д. В. Моргуна, Ю. А. Багринцевой. — М. : МГСЮН, 2008. — 80 с.

### Учебно-методические пособия
- Аргунова М. В. Растения и животные пресноводных экосистем. Исследовательское пособие для учащихся общеобразовательной школы с комплектом определительных карточек. — М. : МосГорСЮН, 2004. — 126 с., 78 илл.
- Калякина Н. М. Первые шаги натуралиста. Учебное пособие. — М. : МГСЮН, 2006. — 88 с.
- Болсуновская С. В. Практические материалы для заместителей директора по учебно-воспитательной работе в учреждениях дополнительного образования детей. — М. : МГСЮН, 2007. — 68 с.
- Дунаев Е. А. Методы эколого-энтомологических исследований. — М. : МосгорСЮН, 1997. — 44 с.
- Дунаев Е. А. Деревянистые растения Подмосковья в осенне-зимний период : методы экологических исследований. — М. : МосгорСЮН, 1999. — 232 с., 32 илл.
- Дунаев Е. А. Земноводные и рептилии Подмосковья. — М. : МосгорСЮН, 1999. — 84 с., 47 илл.
- Дунаев Е. А. Муравьи Подмосковья : методы экологических исследований. — М. : МосгорСЮН, 1999. — 2-е изд. — 96 с., 30 илл. + 10 прил.
- Дунаев Е. А. Рогатиковые грибы Подмосковья : методы экологических исследований. — М. : МосгорСЮН, 1999. — 2-е изд. — 96 с.
- Крускоп С. В. Млекопитающий Подмосковья. — М. : МГСЮН, 2002. — 2-е изд., дополн. и исправл. — 172 с.
- Моргун Д. В. Методическая работа в учреждениях дополнительного экологического образования. М. : МосГорСЮН, 2004. — 80 с.
- Моргун Д. В., Орлова Л. М. Издательская деятельность учреждений дополнительного образования детей эколого-биологической направленности : Опыт и практические рекомендации. — М. : МГСЮН. — 68 с.
- Пчелкин А. В., Слепов В. Б. Использование водорослей и лишайников в экологическом мониторинге и биоиндикационных исследованиях. М. : МосГорСЮН, 2004. — 20 с.
- Филиппова С. В. Игровые занятия для юных любителей природы. — М. : МГСЮН, 2005. — 48 с.
- Моргун Д. В., Востриков Е. И. Фестиваль детского и юношеского творчества «Юные таланты Московии»: экологическое направление. — М. : МГСЮН, 2006. — 34 с
- Пчелкин А. В. Популярная лихенология. — М. : МГСЮН, 2006. — 36 с.
- Филиппова С. В. Путешествия юных натуралистов. Игровые конкурсные программы. — М. : МГСЮН, 2006. — 52 с.
- Чертопруд М. В. Биоиндикация качества водоемов по составу сообществ беспозвоночных. — М. : МГСЮН, 2007. — 24 с.
- Сажнева Т. А., Орлова Л. М. Организация учебного занятия в учреждениях дополнительного образования детей эколого-биологической направленности. — М. : МГСЮН, 2008. — 32 с.[1][2]